# Mastigofore

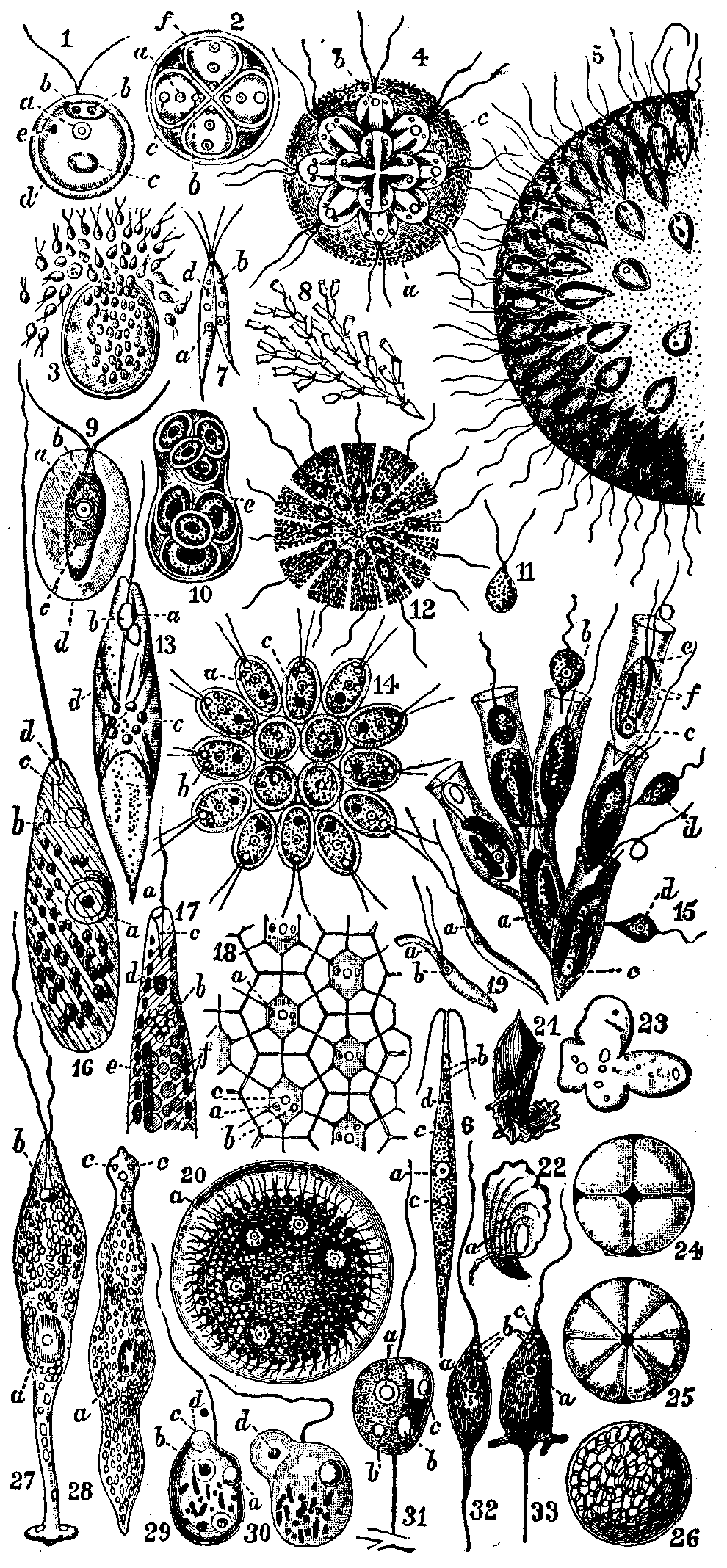
„Flagellata” din Encyclopædia Britannica

Mastigofore (de asemenea Flagelate; Mastigophora) sunt organismele cu una sau mai multe organite dotate cu niște bice denumite flagele. Unele celule de la animale pot fi flagelate, de exemplu spermatozoizii. Plantele cu flori nu produc celule flagelare, pe când ferigile, mușchii, algele verzi, unele gimnosperme și alte plante înrudite fac. De asemenea, cele mai multe ciuperci nu produc celule cu flagele, dar produc chytridiomycota fungice primitive. Multe protiste i-au forma unor flagelate unicelulare. 
Cuvântul „flagel” descrie o anumită caracteristică a construcției din mai multe organisme eucariote și a mijloacele lor de mișcare. Termenul nu implică nici o relație specifică sau de clasificare a organismelor care posedă flagele. Cu toate acestea, termenul „flagelate” este inclus în alți termeni (cum ar fi „dinoflagelate” și „zooflagelate”), care de multe ori sunt caracterizate mai formal.

## Legături externe
- The Flagellates. Unity, diversity and evolution. Ed.: Barry S. C. Leadbeater and J. C. Green Taylor and Francis, London 2000.